# Ĉ

Písmeno Ĉ

Ĉ (minuskule ĉ) je verze písmena c, vyskytující se pouze v esperantu. Vyslovuje se stejně jako české č (IPA t͡ʃ). Skládá se z písmene C a stříšky (cirkumflexu). Další písmena v esperantu se stříškou jsou: ĝ,ĥ,ĵ,ŝ a ŭ. V reformovaném esperantu (ido) však už písmeno ĉ nenajdeme, zde se píše jako ch.
V Unicode mají písmena Ĉ a ĉ tyto kódy:
-Ĉ U+0108
-ĉ U+0109